# 천사의 빛
《천사의 빛》(영어: Waiting for the Light)은 미국에서 제작된 크리스토퍼 멍거 감독의 1990년 코미디 영화이다. 셜리 매클레인, 테리 가 등이 출연하였다.

## 출연진
- 셜리 매클레인
- 테리 가
- 클랜시 브라운
- 빈센트 스키어벨리
- 존 베드퍼드 로이드
- 힐러리 울프
- 잭 맥기
- 돈 S. 데이비스